# Châtillon-sur-Broué
Châtillon-sur-Broué is een gemeente in het Franse departement Marne (regio Grand Est) en telt 68 inwoners (2009). De plaats maakt deel uit van het arrondissement Vitry-le-François.

## Geografie
De oppervlakte van Châtillon-sur-Broué bedraagt 6,6 km², de bevolkingsdichtheid is dus 10,3 inwoners per km².
De onderstaande kaart toont de ligging van Châtillon-sur-Broué met de belangrijkste infrastructuur en aangrenzende gemeenten.

## Demografie
Onderstaande figuur toont het verloop van het inwonertal (bron: INSEE-tellingen).